# Schizonycha lukulediana
Schizonycha lukulediana är en skalbaggsart som beskrevs av Moser 1917. Schizonycha lukulediana ingår i släktet Schizonycha och familjen Melolonthidae. Inga underarter finns listade i Catalogue of Life.